# Whirlpool Corporation
Whirlpool Corporation es una multinacional estadounidense dedicada a la fabricación y comercialización de electrodomésticos, con sede en Benton Charter Township, Míchigan, Estados Unidos. En 2023, la empresa, que forma parte de la lista Fortune 500, registró ingresos anuales de aproximadamente 19 mil millones de dólares en ventas, contaba con alrededor de 59,000 empleados y más de 55 centros de investigación tecnológica y de fabricación a nivel mundial.
La empresa comercializa su marca homónima, Whirlpool, junto con otras marcas, incluidas Maytag, KitchenAid, JennAir, Amana, Gladiator GarageWorks, Inglis, Estate, Brastemp, Bauknecht, Ignis, Indesit, Consul y, en Europa, Hotpoint (en América, la marca Hotpoint está controlada por Haier).
En su mercado interno, Estados Unidos, Whirlpool cuenta con once plantas de fabricación que emplean a unos 15,000 trabajadores. 

## Historia
La historia de Whirlpool Corporation tiene sus inicios en 1911, con la aparición de la Upton Machine Company, en el estado de Míchigan (Estados Unidos), con la producción de máquinas de lavar ropa. Si bien las primeras máquinas tenían defectos, los errores se fueron resolviendo gracias al empeño del fundador de la compañía: Louis Upton. 
En 1916 fue firmado el primer contrato entre Upton Machine Company y Sears Roebuck and Co. En muy pocos meses la demanda superó a la producción. Así como la mayoría de las instalaciones fabriles de los Estados Unidos, las plantas de la Nineteen Hundred Corporation fueron utilizados a partir del año 1942 para la producción de material bélico para la Segunda Guerra Mundial. La producción de lavadoras se normalizó en agosto de 1945, al poco tiempo de finalizada la Guerra. 
La década de 1950 marcó una etapa de gran crecimiento para la empresa. Fue justamente en 1950 cuando cambió su nombre a Whirlpool Corporation, el cual fue usado por primera vez por la Horton Manufacturing Company (una empresa adquiría por la Nineteen Hundred Corporation en 1922), como el nombre de sus máquinas de lavar ropa, convirtiéndose así desde 1950 en el nombre definitivo de la Corporación ('Whirlpool' en español significa torbellino). 
Ya en 1955 la línea de productos se expandió, incorporándose secadoras de ropa, cocinas, aires acondicionados. En 1967 la empresa lanzó su servicio de atención al consumidor. 
En las décadas de 1980 y 1990 presentaron la oportunidad de expansión para la empresa a nivel mundial, incorporándose los mercados de Europa, México, Canadá, China, África, Argentina y Brasil. La expansión llegó de la mano de nuevas compras. Por ejemplo, fue el caso de Ignis. Guido Borghi y sus tres hijos fundaron la compañía Ignis en Comerio, Italia. Primero la adquirió Philips en 1972 y posteriormente Whirlpool Corporation en 1989. En 2002 la empresa hace una clara apuesta por España y Portugal.
En 2006 Whirlpool adquirió el control accionario de Maytag Corporation, una de las empresas más importantes del mercado estadounidense. De esta manera se convirtió en la mayor industria de electrodomésticos del mundo con una facturación anual de 19.000 millones de dólares, 60 centros de producción y tecnología, y más de 80.000 trabajadores en todo el mundo. El 11 de noviembre de 2010, en la Bolsa de Valores de New York, Jeff Fettig, Chairman y CEO de Whirlpool Corporation, protagonizó el evento de Closing Bell como inicio de los festejos del centenario de la compañía que ocurrirá el 11 de noviembre de 2011.
En julio de 2014, la compañía anunció la compra del 60,4% del accionariado de Indesit, enseña italiana de electrodomésticos.
En 2020 el grupo de empresas de Whirlpool recibió un ataque de la banda de cibercriminales Nefilim en donde están filtrando información sensible de la empresa a través de TOR. La compañía por el momento no ha dado un comunicado oficial pero si es cierto que han filtrado parte de la información por no aceptar el chantaje de los cibercriminales.

## Centros de producción en Europa
Los centros de producción en Europa son los siguientes:
- Yate (Reino Unido)
- Siena (Italia)
- Barra (Italia)
- Cassinetta di Biandronno (Italia)
- Comunanza (Italia)
- Poprad (Eslovaquia)
- Breslavia (Polonia)
- Łódź (Polonia)
- Radomsko (Polonia)
- Amiens (Francia) (Fábrica cerrada en mayo de 2018) : La producción ha sido deslocalizada en Polonia sobre el sitio de Łódź
- Spini di Gardolo Trento (Italia) (Fábrica cerrada en 2013)
- Norrköping (Suecia) (Fábrica cerrada en 2014)
- Schorndorf (Alemania) (Fábrica cerrada en 2012)
- Neunkirchen-Wellesweiler (Alemania) (Fábrica cerrada en 2012)

## Marcas
- Whirlpool
- Acros (México)
- Affresh Washer Cleaners
- Amana
- Ariston
- Bauknecht
- B.blend
- Brastemp (Brasil)
- Challenger (Colombia)
- Consul (Brasil)
- Diqua (China)
- Eslabón de Lujo (Argentina)
- Estate
- EveryDrop
- Gladiator GarageWorks
- Hefei Sanyo (China)
- Hotpoint-Ariston (Europa)
- Ignis
- InSinkErator
- Indesit
- John Inglis and Company (Canadá y EE. UU.)
- Jenn-Air
- KitchenAid
- Laden (Francia)
- Maytag
- Polar
- Privileg
- Roper
- Royalstar (China)
- Stinol
- Yummly
- Whirlpool
- Scholtès (marca vendida en mayo de 2017)[12]